# Hypolimnas pulchra
Hypolimnas pulchra är en fjärilsart som beskrevs av Butler 1874. Hypolimnas pulchra ingår i släktet Hypolimnas och familjen praktfjärilar. Inga underarter finns listade i Catalogue of Life.